# Обсада на Константинопол (813)
Обсадата на Константинопол през 813 г. е опит на българския владетел Крум да превземе византийската столица.

## Предистория
През юли 811 година Крум разгромява византийската армия при Върбишкия проход и убива император Никифор I. В началото на следващата година той предприема нападение в Тракия, където са првезети много крепости – Анхиало, Проват, Берое и други.

## Обсадата
През 812 година българският xaн изпраща пратеничество до византийския император Михаил I Рангаве за сключване на мир. Последва отказ. След него Крум превзема Месемврия, където освен богатства пленява и 36 медни сифона за изхвърляне на „гръцки огън“. През юли 813 година за император е коронясан Лъв V Арменец. Седмица по-късно Крум е пред стените на Константинопол. Едно от условията за прекратяване на военните действия е той да забие копието си в Златните врата на града. Между двамата владетели е уговорена среща за подписване на мир. Крум се съгласява, но на срещата един от парламентьорите сваля шапката си без повод. Тогава Крум разбира, че е попаднал в засада и бързо напуска това място.
Разярен от вероломството Крум опустошава Източна Тракия и превзема Одрин, чийто жители са преселени отвъд Дунав. Той решава да превземе Константинопол. За обсадата той организира 30 000 армия и обсадна техника, натоварена на 5000 коли и теглени от хиляда волове. В разгара на подготовката обаче кан Крум умира.